# LUCKY GIRL 〜信じる者は救われる〜
「LUCKY GIRL 〜信じる者は救われる〜」（ラッキー・ガール 〜しんじるものはすくわれる〜）は、森口博子が1994年11月3日に発売した13枚目のシングル。発売元はキングレコード。

## 概要
- 表題曲の「LUCKY GIRL 〜信じる者は救われる〜」は、フジテレビ系『夢がMORI MORI』のオープニングテーマに使用され[1]、広瀬香美のシングル「幸せをつかみたい」およびアルバム『Harvest』でセルフカバーし、森口がコーラスで参加している。アルバムに収録されたバージョンは「OTANOSHIMI VERSION」とされ、森口による祈りパートが冒頭に追加されている。
- 2022年に広瀬のYouTubeチャンネルに森口が出演し、この曲を共に披露した[2]。

## 収録曲
| 全作詞・作曲・編曲: 広瀬香美。 |                                                         |          |            |
| #                              | タイトル                                                | 作詞     | 作曲・編曲 |
| 1.                             | 「LUCKY GIRL 〜信じる者は救われる〜」                   | 広瀬香美 | 広瀬香美   |
| 2.                             | 「会いたくて 会えなくて」                               | 広瀬香美 | 広瀬香美   |
| 3.                             | 「LUCKY GIRL 〜信じる者は救われる〜」(Original Karaoke) | 広瀬香美 | 広瀬香美   |

## 収録アルバム
- PARADE (#1、#2)
- Best of My Life 〜Moriguchi Hiroko Single Selection (#1)
- 軌跡 best selection (#2)
- ALL SINGLES COLLECTION (#1)
- 森口博子 パーフェクト・ベスト (#1)

### 広瀬香美によるセルフカバー
- Harvest
- Winter High!! 〜Best Of Kohmi's Party〜